# Tlalpan, Veracruz
Tlalpan är en ort i Mexiko.   Den ligger i kommunen Soledad Atzompa och delstaten Veracruz, i den sydöstra delen av landet, 220 km öster om huvudstaden Mexico City. Tlalpan ligger 2 126 meter över havet och antalet invånare är 590.
Terrängen runt Tlalpan är kuperad åt sydväst, men åt nordost är den bergig. Terrängen runt Tlalpan sluttar norrut. Runt Tlalpan är det ganska tätbefolkat, med 120 invånare per kvadratkilometer. Närmaste större samhälle är Orizaba, 13,6 km nordost om Tlalpan. I omgivningarna runt Tlalpan växer i huvudsak blandskog.